# Torneo de Núremberg 2017
El Nürnberger Versicherungscup 2017 fue un torneo profesional de tenis que se jugó en canchas de arcilla. Se trató de la quinta edición del torneo que forma parte de los Torneos WTA 2017. Se llevó a cabo en Núremberg, Alemania entre el 21 y el 27 de mayo de 2017.

## Cabezas de serie

### Individuales femenino
| Tenista            | Ranking | Preclasificada |
| Kiki Bertens       | 20      | 1              |
| Yulia Putintseva   | 29      | 2              |
| Zhang Shuai        | 31      | 3              |
| Laura Siegemund    | 32      | 4              |
| Alison Riske       | 36      | 5              |
| Julia Görges       | 45      | 6              |
| Yaroslava Shvedova | 47      | 7              |
| Monica Niculescu   | 48      | 8              |

- Ranking del 15 de mayo de 2017

### Dobles femenino
| Tenista                             | Ranking | Preclasificada |
| Sania Mirza Yaroslava Shvedova      | 21      | 1              |
| Andreja Klepač María José Martínez  | 65      | 2              |
| Barbora Krejčiková Monica Niculescu | 65      | 3              |
| Raquel Atawo Kateryna Bondarenko    | 91      | 4              |

## Campeonas

### Individual femenino
Kiki Bertens venció a  Barbora Krejčíková por 6-2, 6-1

### Dobles femenino
Nicole Melichar /  Anna Smith vencieron a  Kirsten Flipkens /  Johanna Larsson por 3-6, 6-3, [11-9]